# Гржибовский, Станислав Станиславович
Станислав Станиславович Гржибовский (8 марта 1898, Варшава — после 1975) — советский инженер, лауреат Сталинской премии.

## Биография
Родился 8 марта 1898 года в Варшаве.
С февраля 1918 года служил в РККА.
После окончания вуза работал на Новокраматорском машиностроительном заводе (НКМЗ), затем в Ленинграде. В 1941—1944 годах — в эвакуации на Урале.
В 1944 году направлен на восстановление НКМЗ: главный конструктор отдела, начальник сектора станов сортовой прокатки, с 1948 года — главный конструктор завода, с 1956 года — начальник бюро кузнечнопрессового оборудования.
В 1965—1975 годах — главный конструктор Донецкого проектно-конструкторского технологического института.
Соавтор нескольких изобретений.

## Награды
- Сталинская премия 3-й степени (1947) — за усовершенствование электроподъёмных машин для глубоких шахт Донбасса («Шахтная электроподъёмная машина со шкивом КЕПЕ дм. 7,2 м».);
- заслуженный машиностроитель Украинской ССР (12.03.1975).